# Бахушрутія
Бахушрутія (палі Bahuśrutīya) — це рання буддійська школа, яка була одним із пізніх відгалужень махасанґіки, заснована вченим буддійським майстром, ерудованим у буддійській традиції, внаслідок чого й отримала відповідну назву. Цій школі приписують численні написи в Амараваті (палі Amarāvatī) та Наґарджуніконі (палі Nāgārjunikoṇḍa).
Хоча їх зазвичай відносять до групи махасанґіки, у багатьох питаннях їхнє вчення збігається з вченням сарвастівадінів. Доктринальні особливості цієї школи включають те, що вчення Будди Шак'ямуні про анітьяту (непостійність), дуккху (страждання), шунья (внутрішнє неіснування об'єктів), анатман (бездушність) і нірвану (найвищий екстаз) є локоттарою (палі lokottara, дос. «надземний»), на противагу іншим його вченням на інші теми, які тому називаються лаукікою (палі laukika).

## Доктрини
Вони вважали, що санґха, чернеча спільнота, перебуває поза земними законами, і повністю погоджувалися з п'ятьма догмами або положеннями Махадеви, а саме з тим, що араханти:
- піддаються спокусам;
- мають залишок невігластва
- мають сумніви щодо певних речей;
- досягають знання за допомогою інших
- досягають плодів шляху з вигуком.

Махаяни вірили в існування двох видів істини: сангвріті (палі saṃvṛti, дос. «умовна») та парамартхи (палі paramārtha, дос. «абсолютна»). Вчений XXI століття Парамартха (палі Paramārtha) вважає, що ця школа відіграла значну роль у примиренні двох основних систем буддизму, а саме шравакаяни та махаяни. Кажуть, що Бахушрутія стала «мостом між ортодоксальною та махаянською школами», а «Сатьясіддхішастра» (палі Satyasiddhiśāstra) вважається її головним доктринальним трактатом.